# Venceréis, pero no convenceréis

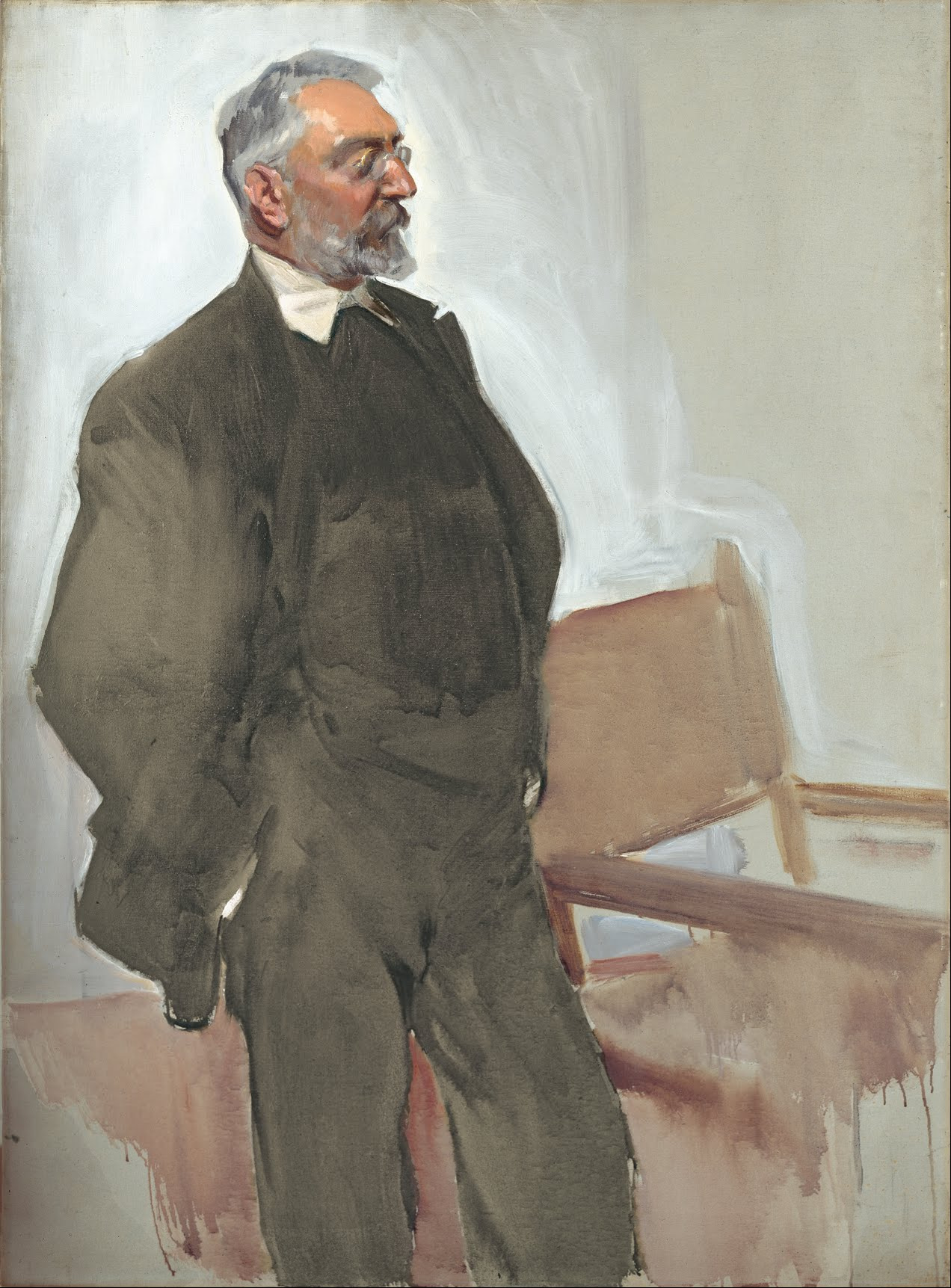
Retrato de Unamuno, por Joaquín Sorolla (c. 1912, óleo sobre tela, 1430 × 1050 mm, Museo de Bellas Artes de Bilbao).

«Venceréis, pero no convenceréis» —o, también, «Vencer no es convencer»— es una famosa cita atribuida a Miguel de Unamuno, escritor y filósofo de la generación del 98, el 12 de octubre de 1936 en el paraninfo de la Universidad de Salamanca, durante una ceremonia de la por entonces llamada Fiesta de la Raza, aniversario del descubrimiento de América, en el marco de la guerra civil española.
La frase iba dirigida a José Millán-Astray, general del bando sublevado y fundador de la Legión, que increpó el discurso de Unamuno a gritos de «¡Mueran los intelectuales!» (o, según versiones, «¡Muera la inteligencia!») y «¡Viva la muerte!».

## Contexto

### La sublevación en Salamanca y la visión del filósofo
El 17 de julio de 1936 estalló la insurrección militar contra el Gobierno de la República, que derivó en la posterior guerra civil española. Un día después del golpe de Estado, en Salamanca se comenzaron a escuchar los primeros rumores de acuartelamiento de tropas, y el día 19 se declaró el estado de guerra en la ciudad del Tormes. En agosto, la ciudad era ya protagonista de vejaciones públicas, trabajos forzados, desapariciones y paseos.
Miguel de Unamuno, por aquel entonces rector de la Universidad salmantina, apoyó en un principio la sublevación, pero pronto pudo contemplar la represión, como la detención, para posteriormente proceder a su fusilamiento, de amigos como el profesor Prieto Carrasco, exalcalde de la urbe, el presidente de la Federación Obrera José Andrés Manso o su alumno predilecto Salvador Vila, rector de la Universidad de Granada. Como personaje eminente en Salamanca, el rector recibió peticiones de familiares para que intercediera por multitud de arrestados, muchos de ellos conocidos y amigos suyos.

### 12 de octubre: el choque entre Unamuno y Millán-Astray
Coincidiendo con la apertura del curso universitario, el 12 de octubre se celebraba de modo solemne la festividad del Día de la Raza en Salamanca con la celebración de un acto político-religioso en la catedral —al que Unamuno no acudió— y otro de carácter universitario —presidido por el escritor y filósofo— al que asistiría la esposa de Franco, Carmen Polo de Franco, el general africanista Millán-Astray, el obispo de la diócesis Enrique Plá y Deniel, José María Pemán, el gobernador militar de la plaza y el resto de fuerzas vivas de la ciudad. El evento fue abierto por Unamuno, para posteriormente dar la palabra a los conferenciantes, sin que estuviese previsto que la máxima autoridad universitaria interviniera más tarde. El acto se emitió por la radio local.
Intervinieron en el acto, cuyo tema principal era «la exaltación nacional, el Imperio, la raza y la Cruzada», el catedrático de Historia Ramos Loscertales, el dominico Beltrán de Heredia, el catedrático de Literatura Maldonado de Guevara y, por último, Pemán. Los dos primeros hablaron sobre «el Imperio español y las esencias históricas de la raza». Maldonado, por su parte, cargó fuertemente contra Cataluña y el País Vasco. Pemán acabó su discurso intentando enardecer a sus oyentes: «Muchachos de España, hagamos cada uno en cada pecho un Alcázar de Toledo». Las críticas y amenazas proferidas a todos los que no compartían los ideales de la sublevación, condenados como la antiespaña, entre otros puntos, fueron las que suscitaron el rechazo de Miguel de Unamuno. Acto seguido, intervino el rector, cuyas frases difieren según los distintos testigos, cronistas e historiadores, ya que no se dispone de ningún registro grabado o escrito del mismo:

Ya sé que estáis esperando mis palabras, porque me conocéis bien y sabéis que no soy capaz de permanecer en silencio ante lo que se está diciendo. Callar, a veces, significa asentir, porque el silencio puede ser interpretado como aquiescencia. Había dicho que no quería hablar, porque me conozco. Pero se me ha tirado de la lengua y debo hacerlo. Se ha hablado aquí de una guerra internacional en defensa de la civilización cristiana. Yo mismo lo he hecho otras veces. Pero ésta, la nuestra, es sólo una guerra incivil. Nací arrullado por una guerra civil y sé lo que digo. Vencer no es convencer, y hay que convencer sobre todo. Pero no puede convencer el odio que no deja lugar a la compasión, ese odio a la inteligencia, que es crítica y diferenciadora, inquisitiva (mas no de inquisición).

Se ha hablado de catalanes y vascos, llamándoles la antiespaña. Pues bien, por la misma razón ellos pueden decir otro tanto. Y aquí está el señor obispo Plá y Deniel, catalán, para enseñaros la doctrina cristiana que no queréis conocer. Y yo, que soy vasco, llevo toda mi vida enseñándoos la lengua española que no sabéis. Ese sí es mi Imperio, el de la lengua española y no...
Miguel de Unamuno (Núñez Florencio, 2014, p. 37).

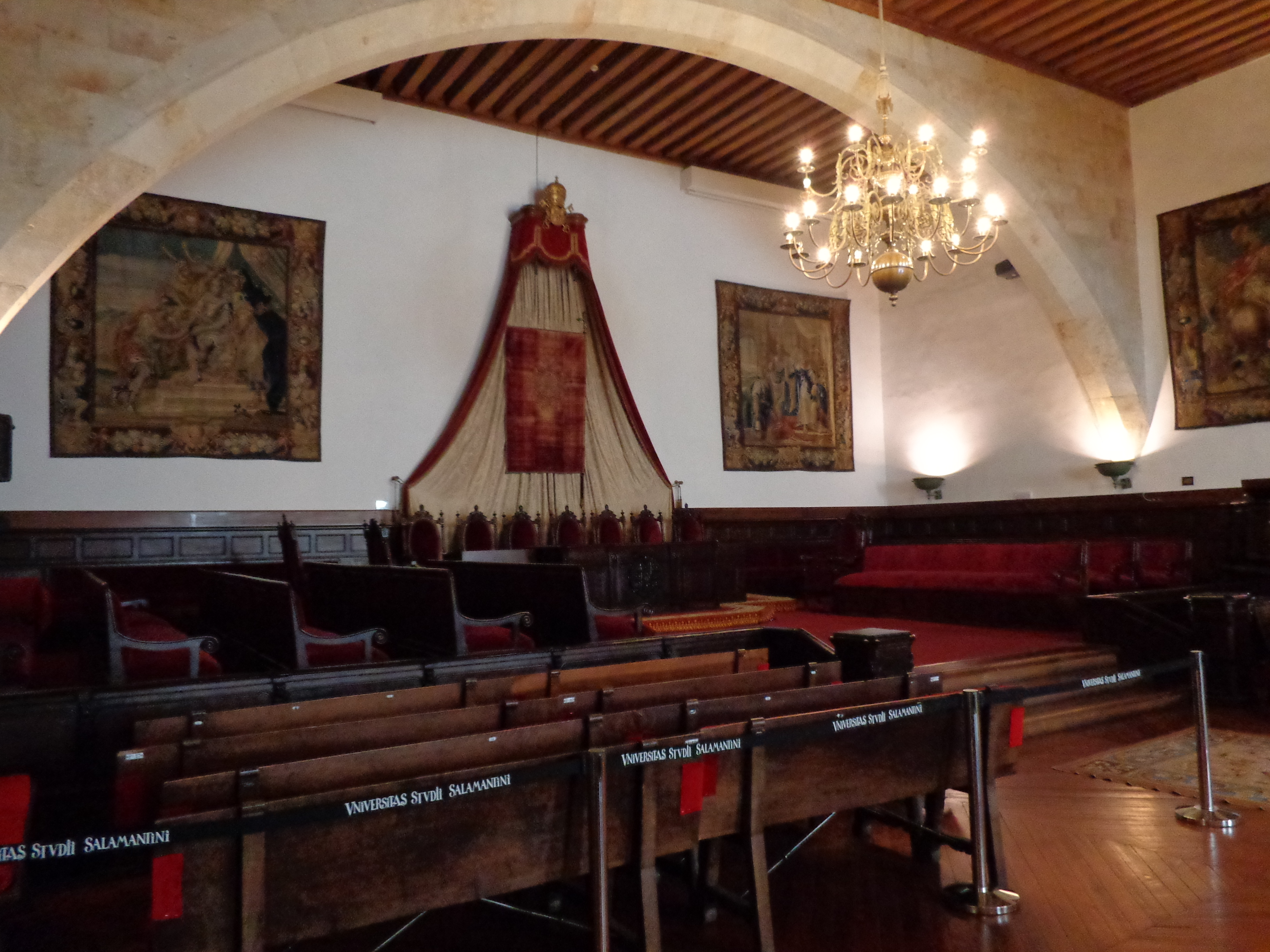
Paraninfo del edificio de las Escuelas Mayores de la Universidad de Salamanca, lugar en el que tuvo lugar el acto.

La algarabía cortó la alocución del orador. La mayor respuesta se atribuye al general Millán-Astray que, ubicado en un extremo de la presidencia, golpeó la mesa con su única mano y, levantándose, interrumpió al rector —«¿Puedo hablar?, ¿puedo hablar?»—. Su escolta presentó armas y alguien del público gritó: «¡Viva la muerte!». La historiografía no consigue determinar si entonces el militar intervino y si fue ese el momento en que pronunció sus gritos de:

¡Mueran los intelectuales! ¡Viva la muerte!
José Millán-Astray (Núñez Florencio, 2014, p. 37).

Millán-Astray continuó con los gritos con que habitualmente se excitaba al pueblo: «¡España!»; «¡una!», respondieron los asistentes. «¡España!», volvió a exclamar Millán-Astray; «¡grande!», replicó el auditorio. «¡España!», finalizó el general; «¡libre!», concluyeron los congregados. Después, un grupo de falangistas ataviados con la camisa azul de la Falange hizo el saludo fascista al retrato de Francisco Franco que colgaba en la pared. Tras las afirmaciones necrófilas del fundador de la Legión, Unamuno habría continuado con su discurso —tampoco hay unanimidad en las palabras pronunciadas—, esta vez cargando directamente contra la réplica de Millán-Astray:

Acabo de oír el grito de ¡viva la muerte! Esto suena lo mismo que ¡muera la vida! Y yo, que me he pasado toda mi vida creando paradojas que enojaban a los que no las comprendían, he de deciros como autoridad en la materia que esa paradoja me parece ridícula y repelente. De forma excesiva y tortuosa ha sido proclamada en homenaje al último orador, como testimonio de que él mismo es un símbolo de la muerte. El general Millán Astray es un inválido de guerra. No es preciso decirlo en un tono más bajo. También lo fue Cervantes. Pero los extremos no se tocan ni nos sirven de norma. Por desgracia hoy tenemos demasiados inválidos en España y pronto habrá más si Dios no nos ayuda. Me duele pensar que el general Millán Astray pueda dictar las normas de psicología a las masas. Un inválido que carezca de la grandeza espiritual de Cervantes se sentirá aliviado al ver cómo aumentan los mutilados a su alrededor. El general Millán Astray no es un espíritu selecto: quiere crear una España nueva, a su propia imagen. Por ello lo que desea es ver una España mutilada, como ha dado a entender. Este es el templo del intelecto y yo soy su supremo sacerdote. Vosotros estáis profanando su recinto sagrado. Diga lo que diga el proverbio, yo siempre he sido profeta en mi propio país. Venceréis, pero no convenceréis. Venceréis porque tenéis sobrada fuerza bruta, pero no convenceréis porque convencer significa persuadir. Y para persuadir necesitáis algo que os falta en esta lucha, razón y derecho. Me parece inútil pediros que penséis en España.
Miguel de Unamuno (Núñez Florencio, 2014, p. 37, revisado).

Tras su discurso, varios oficiales echaron mano de sus pistolas, mientras Unamuno salió del paraninfo protegido por Carmen Polo de Franco, que le ofreció el brazo, y por otras personalidades, mientras era increpado con insultos y abucheos, para montarse en un automóvil que lo dejaría en su residencia de la calle de Bordadores salmantina.

### Unamuno tras el incidente

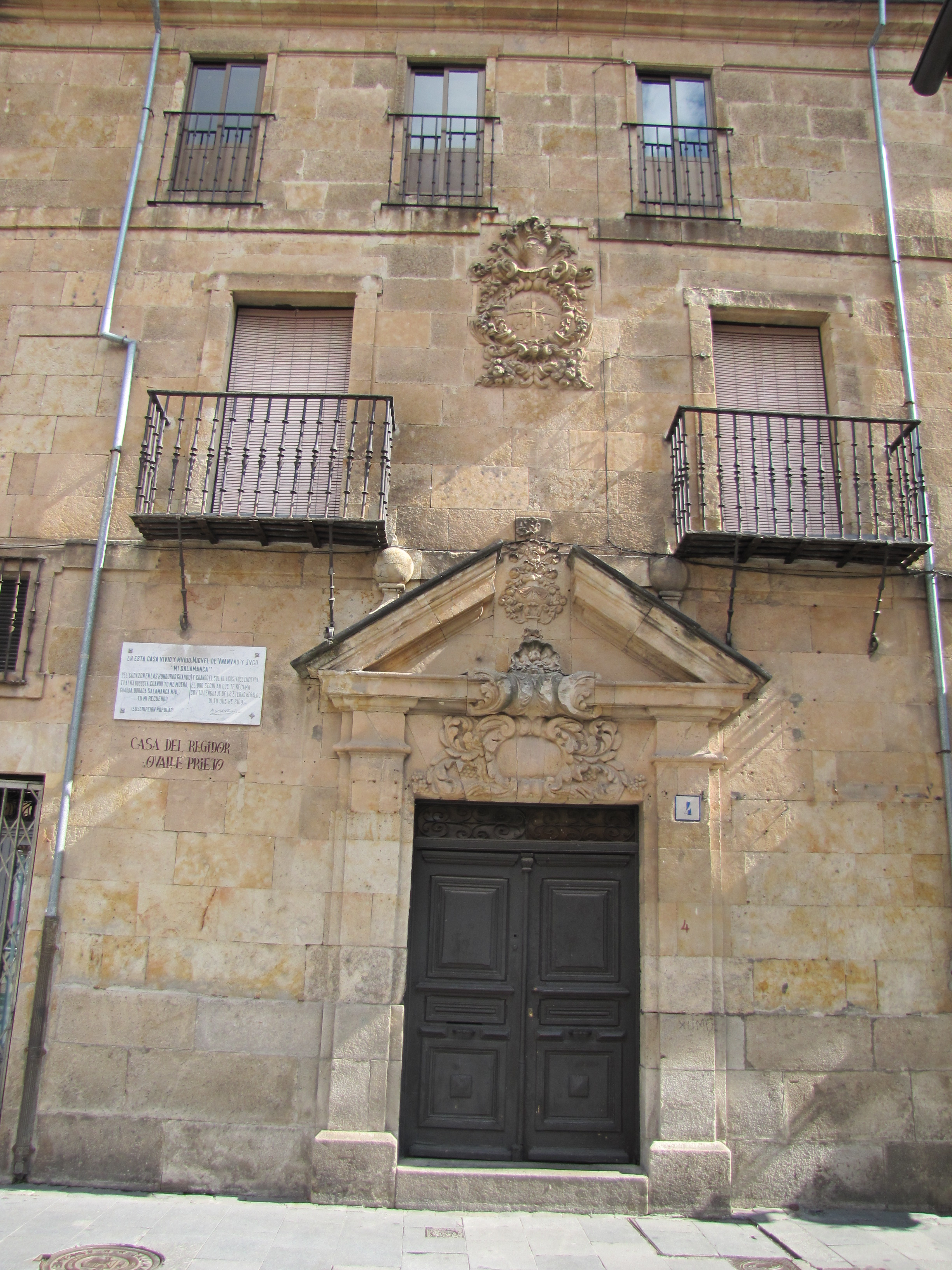
Casa del Regidor Ovalle Prieto, sita en la calle salmantina de Bordadores, lugar de residencia del filósofo.

El mismo día del incidente, el Ayuntamiento se reunió en sesión secreta y decidió retirarle al escritor el acta de concejal. El proponente, el concejal Rubio Polo, motivó su expulsión:

Por España, en fin, apuñalada traidoramente por la pseudo-intelectualidad liberal-masónica cuya vida y pensamiento [...] sólo en la voluntad de venganza se mantuvo firme, en todo lo demás fue tornadiza, sinuosa y oscilante, no tuvo criterio, sino pasiones; no asentó afirmaciones, sino propuso dudas corrosivas; quiso conciliar lo inconciliable, el Catolicismo y la Reforma; y fue, añado yo, la envenenadora, la celestina de las inteligencias y las voluntades vírgenes de varias generaciones de escolares en Academias, Ateneos y Universidades.

La popularidad del anciano profesor entre los salmantinos hizo someter el acuerdo a la decisión de la autoridad militar, sin recibir ratificación.
Sus últimos meses de vida, desde octubre hasta diciembre del 36, los pasó bajo arresto domiciliario en su casa, en un estado —en palabras de Fernando García de Cortázar— de resignada desolación, desesperación y soledad. El 22 de octubre, dos meses antes de la muerte de Miguel de Unamuno —ocurrida en la tarde del 31 de diciembre—, Franco firmó el decreto de destitución del rector. En una de sus últimas cartas, fechada el 13 de diciembre, Unamuno dejó constancia nuevamente de su famosa sentencia para referirse a los militares sublevados:

Vencerán, pero no convencerán; conquistarán, pero no convertirán.

## Críticas a la versión tradicional del incidente
Aunque generalmente se acepta que hubo un enfrentamiento acerbo entre Millán-Astray y Unamuno, los biógrafos de Unamuno Colette y Jean-Claude Rabaté sostienen que las palabras de aquel no fueron pronunciadas en el modo en que han pasado a la historia. Por su parte, el historiador salmantino Severiano Delgado, bibliotecario de la Universidad de Salamanca, afirma que el discurso atribuido a Unamuno, que comienza con la frase «Ya sé que estáis esperando mis palabras» y termina con «Este es el templo del intelecto y yo soy su sumo sacerdote», en realidad fue escrito por Luis Portillo Pérez y publicado en la revista británica Horizon en 1941. El texto debe su fama al hecho de haber sido incluido en el influyente libro de Hugh Thomas La guerra civil española (1961), lo cual fue corroborado en su momento por Michael Portillo, hijo de Luis Portillo.
Severiano Delgado describe la situación como «un acto brutalmente banal» en el que se produjo «una situación muy tirante», pero que eso era habitual en discursos y charlas de la época, y opina que el dramatismo de la situación se exageró posteriormente, hasta alcanzar una repercusión mayor de la que Unamuno pensaba.
En 2018, a raíz del rodaje de la película biográfica sobre Unamuno Mientras dure la guerra, dirigida por Alejandro Amenábar, una asociación de legionarios en defensa de Millán-Astray calificó la versión de Luis Portillo como «propaganda» y negó la veracidad de la versión de las palabras «¡Muera la inteligencia!». Por su parte, Peregrina Millán-Astray, hija del general, contextualizó la frase con un añadido previo:

Si la inteligencia sirve para el mal, muera la inteligencia.